# Supercopa de Francia 2023
La Supercopa de Francia 2023 fue la 47.ª edición de la Supercopa de Francia. El partido se disputó en Francia el 3 de enero de 2024 en el Parque de los Príncipes de la ciudad de París.
En esta edición, se enfrentaron el Paris Saint-Germain F. C., campeón de la Ligue 1 2022-23 contra el campeón de la Copa de Francia de 2022-23, el Toulouse F. C.

## Selección de la sede
El 23 de marzo de 2023, la LFP decidió que el partido se disputaría en el Estadio Rajamangala de Bangkok, Tailandia. El partido estaba previsto para el 5 de agosto de 2023. Sin embargo, el 5 de junio de 2023, el presidente de la LFP, Vincent Labrune, confirmó que el partido no se llevaría a cabo allí, supuestamente debido a que el organizador tailandés Fresh Air Festival se echó atrás. Labrune afirmó que esto era "un mal por un bien", ya que permitió trasladar el partido a una "fecha más favorable, [a] principios de enero" El 2 de octubre de 2023, se informó que el partido se llevaría a cabo el 3 de enero de 2024 en Arabia Saudita o Qatar. Finalmente, el 1 de diciembre de 2023, la LFP confirmó que el partido se llevaría a cabo en el Parque de los Príncipes de París, Francia.

## Equipos participantes
|   | Equipo              | Vía de clasificación                  | Participaciones | Última participación      | Mejor desempeño                                                          |
| - | ------------------- | ------------------------------------- | --------------- | ------------------------- | ------------------------------------------------------------------------ |
| 1 | Paris Saint-Germain | Campeón de la Ligue 1 2022-23         | 16              | Supercopa de Francia 2022 | Campeón 1995, 1998, 2013, 2014, 2015, 2016, 2017, 2018, 2019, 2020, 2022 |
| 2 | Toulouse            | Campeón de la Copa de Francia 2022-23 | 1               | Supercopa de Francia 1957 | Subcampeón 1957                                                          |

## Sede
| Francia                          |                         |
| Ciudad                           | Estadio                 |
| París                            | Parque de los Príncipes |
|                                  |                         |
| 47 929 espectadores              |                         |
| Final Trophée des champions 2023 |                         |

## Partido

### Ficha del partido
| 99         | POR        | Gianluigi Donnarumma |     |
| 2          | DEF        | Achraf Hakimi        |     |
| 5          | DEF        | Marquinhos           |     |
| 37         | DEF        | Milan Škriniar       | 71' |
| 21         | DEF        | Lucas Hernández      |     |
| 33         | MED        | Warren Zaïre-Emery   |     |
| 17         | MED        | Vitinha              |     |
| 19         | MED        | Lee Kang-in          |     |
| 10         | DEL        | Ousmane Dembélé      | 69' |
| 7          | DEL        | Kylian Mbappé        |     |
| 29         | DEL        | Bradley Barcola      | 66' |
| Entrenador | Entrenador | Luis Enrique         |     |

| 50         | POR        | Guillaume Restes       |     |
| 23         | DEF        | Moussa Diarra          |     |
| 13         | DEF        | Christian Mawissa      | 76' |
| 2          | DEF        | Rasmus Nicolaisen      |     |
| 17         | DEF        | Gabriel Suazo          |     |
| 24         | MED        | Cristian Cásseres      |     |
| 4          | MED        | Stijn Spierings        |     |
| 15         | MED        | Aron Dønnum            | 65' |
| 8          | MED        | Vincent Sierro         | 76' |
| 11         | MED        | César Gelabert         | 65' |
| 9          | DEL        | Thijs Dallinga         |     |
| Entrenador | Entrenador | Carles Martínez Novell |     |

| 23 | DEL | Randal Kolo Muani | 66' |
| 11 | DEL | Marco Asensio     | 69' |
| 35 | DEF | Lucas Beraldo     | 71' |

| 22 | MED | Naatan Skyttä   | 65' |
| 19 | DEL | Frank Magri     | 65' |
| 12 | DEF | Warren Kamanzi  | 76' |
| 10 | DEL | Ibrahim Cissoko | 76' |

| Anotado | 3'  | Lee Kang-in   | 1–0 |
| Anotado | 45' | Kylian Mbappé | 2–0 |

|  |

| Amonestado | 46' | Vitinha         |
| Amonestado | 77' | Lucas Hernández |

|  |

| Árbitro             | Hakim Ben El Hadj   |
| Árbitros asistentes | Gwenaël Pasqualotti |
| Árbitros asistentes | Julien Aube         |
| Cuarto árbitro      | Mathieu Vernice     |

| 99         | POR        | Gianluigi Donnarumma |     |
| 2          | DEF        | Achraf Hakimi        |     |
| 5          | DEF        | Marquinhos           |     |
| 37         | DEF        | Milan Škriniar       | 71' |
| 21         | DEF        | Lucas Hernández      |     |
| 33         | MED        | Warren Zaïre-Emery   |     |
| 17         | MED        | Vitinha              |     |
| 19         | MED        | Lee Kang-in          |     |
| 10         | DEL        | Ousmane Dembélé      | 69' |
| 7          | DEL        | Kylian Mbappé        |     |
| 29         | DEL        | Bradley Barcola      | 66' |
| Entrenador | Entrenador | Luis Enrique         |     |

| 50         | POR        | Guillaume Restes       |     |
| 23         | DEF        | Moussa Diarra          |     |
| 13         | DEF        | Christian Mawissa      | 76' |
| 2          | DEF        | Rasmus Nicolaisen      |     |
| 17         | DEF        | Gabriel Suazo          |     |
| 24         | MED        | Cristian Cásseres      |     |
| 4          | MED        | Stijn Spierings        |     |
| 15         | MED        | Aron Dønnum            | 65' |
| 8          | MED        | Vincent Sierro         | 76' |
| 11         | MED        | César Gelabert         | 65' |
| 9          | DEL        | Thijs Dallinga         |     |
| Entrenador | Entrenador | Carles Martínez Novell |     |

| 23 | DEL | Randal Kolo Muani | 66' |
| 11 | DEL | Marco Asensio     | 69' |
| 35 | DEF | Lucas Beraldo     | 71' |

| 22 | MED | Naatan Skyttä   | 65' |
| 19 | DEL | Frank Magri     | 65' |
| 12 | DEF | Warren Kamanzi  | 76' |
| 10 | DEL | Ibrahim Cissoko | 76' |

| Anotado | 3'  | Lee Kang-in   | 1–0 |
| Anotado | 45' | Kylian Mbappé | 2–0 |

|  |

| Amonestado | 46' | Vitinha         |
| Amonestado | 77' | Lucas Hernández |

|  |

| Árbitro             | Hakim Ben El Hadj   |
| Árbitros asistentes | Gwenaël Pasqualotti |
| Árbitros asistentes | Julien Aube         |
| Cuarto árbitro      | Mathieu Vernice     |

|                                         |
| Bandera de Francia                      |
| Campeón Paris Saint-Germain 12.º título |